# Anton Bergmann
Anton Bergmann (Lier, 29 de junio de 1835-ibídem, 21 de enero de 1874) fue un escritor belga.

## Biografía
Comenzó a mostrar su pasión por la literatura neerlandesa en su juventud y se unió a 't zal wel gaan, una organización cultural liberal flamenca, junto con Julius Vuylsteke. Tras completar su educación secundaria, se inscribió en la Universidad de Gante, donde obtuvo una licenciatura en Literatura, Derecho y Notaría.
También asistió a la Universidad Libre de Bruselas, donde consiguió un doctorado en Derecho en el año 1858. Asimismo, durante es periodo trabajó también como escritor e historiador. En 1858 comenzó a trabajar como abogado en Lier, donde se casó con Eliza Van Acker. Este trabajo le dejaba poco tiempo para la escritura, pero dedicaba su tiempo libre a la literatura y la historia. Se unió a los Willemsfonds, una organización cultural flamenca, y fundó la revista semanal De Lierenaar. 
Publicó en 1870 Rijnlandsche novellen y su Historia de Lier en 1873. Sin embargo, su salud comenzó a deteriorarse mientras trabajaba en una obra sobre Ernest Staas, que publicó bajo el seudónimo de Tony. Fue un gran éxito y recibió alabanzas por ella, pero falleció poco después de su publicación.

## Obras
- Philips van Marnix van Sint Aldegonde, plundering der hoofdkerk van Lier
- Twee Rijnlandsche novellen (1870)
- Brigitta (1873)
- Geschiedenis der Stad Lier (1873)
- Mariette la Bella (1873)
- Op St-Niklaasdag (1873)
- Ernest Staas, advocaat. Schetsen en beelden. (1874)
- Verspreide schetsen en novellen (1875)